# Тодор Митов
Тодор Зафиров Митов е български офицер, генерал-майор от пехотата, началник на 8-а пехотна тунджанска дивизия по време на Първата световна война.

## Биография
Тодор Митов е роден на 19 септември 1865 г. в Самоков. На 5 септември 1883 г. постъпва на военна служба. През 1885 г. завършва Военното на Негово Княжеско Височество училище, като на 30 август е произведен в чин подпоручик и зачислен във 2-ри пехотен струмски полк. През 1896 г. завършва и Генералщабна академия в Белгия.

### Сръбско-българска война (1885)
През Сръбско-българската война (1885) е командир на 4-та рота от 2-ри пехотен струмски полк и Радомирската опълченска дружина. Сражава се при Брезник и Пирот.
През 1887 г. е произведен в чин поручик, през 1899 г. е назначен за старши адютант е в Първа пехотна софийска дивизия, през 1900 г. е произведен в чин капитан. Служи в 1-ви, 4-ти и 3-ти конен полк. През 1896 г. завършва Генералщабна академия в Белгия, а през 1898 г. е произведен в чин майор. Служи като началник-щаб на 1-ва бригада от Втора пехотна тракийска дивизия, през 1904 г. е произведен в чин подполковник, а от 1906 г. е началник-щаб на Трета пехотна дивизия. На 15 октомври 1908 г. е произведен в чин полковник. Служи като командир на Девети пехотен пловдивски полк (1909 г.) и началник на Военното училище (1911 г.).

### Балкански войни (1912 – 1913)
През Първата балканска война командва 1-ва бригада от Седма пехотна рилска дивизия и участва в боевете при Булаир.
По време на Междусъюзническата война (1913 г.) воюва със сърбите при Кочани, Струмица и Калиманци.
След войната е начело на 1-ва бригада от Шеста пехотна бдинска дивизия (1914 г.), ръководи отдел „Военно-учебни заведения“ (1915 г.).

### Първа световна война (1915 – 1918)
През войната е начело на Осма пехотна тунджанска дивизия в състава на Първа българска армия, воюва на Македонския фронт при Скопие, Битоля, Охрид и завоя на р. Черна. На 25 септември 1916 г. е уволнен от служба.
По време на военната си кариера служи във 2-ри конен полк.
Генерал-майор Тодор Митов умира през 1951 година.

## Семейство
Генерал Тодор Митов е брат на българските офицери генерал-майор Георги Митов, подполковник Александър Митов и майор Захария Митов.

## Военни звания
- Подпоручик (30 август 1885)
- Поручик (1887)
- Капитан (1890)
- Майор (1898)
- Подполковник (1904)
- Полковник (15 октомври 1908)
- Генерал-майор (2 август 1915)

## Награди
- Военен орден „За храброст“ III степен, 2-ри клас
- Княжеский орден „Св. Александър“ III степен с мечове по средата, IV степен с мечове отгоре и V степен без мечове
- Народен орден „За военна заслуга“ III степен с военни отличия